# 祖述志
祖述志（1930年11月—），女，黑龙江勃利人，中国电影剪辑师，长春电影制片厂剪辑师。2009年获得中国电影家协会和中国电影剪辑学会主办的“影视剪辑与中国电影发展论坛”“杰出贡献”荣誉表彰。